# 地獄の対決
『地獄の対決』 （じごくのたいけつ、Inferno）は、1953年のアメリカ映画。モハーヴェ砂漠を舞台に、億万長者とその妻と妻の愛人を描くフィルム・ノワール。『ノックは無用』などで知られるロイ・ウォード・ベイカー監督による3D映画。日本では劇場未公開のままテレビ放映された。

## スタッフ
- 監督 - ロイ・ウォード・ベイカー
- 製作 - ウィリアム・ブルーム
- 脚本 - フランシス・M・コックレル
- 音楽 - ポール・ソーテル
- 音楽監督 - ライオネル・ニューマン
- 撮影監督 - ルシアン・バラード
- 編集 - ロバート・シンプソン
- 美術 - ライル・ウィーラー
- 衣裳デザイン - ドロシー・ジーキンス

## 出演者
- ロバート・ライアン - ドナルド・カーソン
- ロンダ・フレミング - ジェラルディン・カーソン
- ウィリアム・ランディガン - ジョー・ダンカン

## リメイク
1973年に Ordeal の題でテレビ映画のリメイクが作られた。監督はリー・H・カッツィン、出演はアーサー・ヒル、ダイアナ・マルドア、ジェームズ・ステイシー。